# Bakundu (peuple)
Pour les articles homonymes, voir Bakundu.
Les Bakundu sont une population du Cameroun, du groupe Oroko, vivant principalement dans une trentaine de villages de la région du Sud-Ouest, dans le département de la Meme, autour de Kumba et dans les arrondissements de Konye et Mbonge.

On distingue parfois Bakundu du Nord (villages situés au nord de Kumba, le long de la route vers Mamfé) et Bakundu du Sud (en direction d'Ekondo-Titi et Buea).

## Population
Lors du recensement de 1987, on a dénombré 9 198 personnes dans les villages Bakundu du Nord et 27 276 dans ceux du Sud.
Une estimation de 2000 a porté ces chiffres respectivement à 13 005 pour le Nord et 38 565 pour le Sud.
Cependant il faut y ajouter les Bakundu qui vivent dans des localités mixtes, notamment quelque 16 526 pour le Sud en 2000, sans parler de ceux qui sont installés dans d'autres régions du Cameroun ou à l'étranger. 

## Langue
Ils parlent le bakundu (ou bawo, bekunde, kundu, lakundu, lokundu, nkunde), un dialecte de l'oroko.

## Villages
L'identification des localités varie selon les sources. Les Bakundu sont présents notamment dans les villages suivants :

### Bakundu du Nord
- Dipenda
- Ibemi
- Itoki
- Koba
- Kokaka
- Konye
- Mbu
- Mosanje
- Mwangale
- Ndoi
- Sambaliba
- Supe
- Wone

### Bakundu du Sud
- Foé Bakundu
- Banga Bekele
- Banga Ngonge
- Boa Bakundu
- Bole Bakundu
- Bombe Bakundu
- Bopo
- Kake I (Kumba)
- Kombone Mission
- Kombone
- Mabonji Bakundu
- Marumba Botondoa
- Marumba Bowa
- Nake Bongwana
- Ngongo
- Pete Bakundu